# Fräkentjärnen (Skellefteå socken, Västerbotten)
Fräkentjärnen är en sjö i Skellefteå kommun i Västerbotten och ingår i Byskeälven-Kågeälvens kustområde. Sjön har en area på 0,0451 kvadratkilometer och ligger 114 meter över havet.

## Delavrinningsområde
Fräkentjärnen ingår i det delavrinningsområde (721466-173577) som SMHI kallar för Ovan Oxbäcken. Medelhöjden är 139 meter över havet och ytan är 31,15 kvadratkilometer. Det finns inga avrinningsområden uppströms utan avrinningsområdet är högsta punkten. Avrinningsområdets utflöde Storbäcken mynnar i havet. Avrinningsområdet består mestadels av skog (86 procent). Avrinningsområdet har 0,05 kvadratkilometer vattenytor vilket ger det en sjöprocent på 0,1 procent.